# Лоренца Як'я
Лоренца Як'я (італ. Lorenza Jachia; нар. 24 жовтня 1968) — колишня італійська тенісистка.
Найвищу одиночну позицію світового рейтингу — 144 місце досягла 5 січня 1987, парну — 170 місце — 21 грудня 1986 року.

## Фінали ITF
| турніри $25,000 |
| турніри $10,000 |

### Одиночний розряд: 4 (3–1)
| Результат | Ранг | Дата           | Турнір                | Покриття | Суперниця         | Рахунок  |
| --------- | ---- | -------------- | --------------------- | -------- | ----------------- | -------- |
| Перемога  | 1.   | 21 липня 1986  | Суб'яко, Італія       | Ґрунт    | Ізабель Крюдо     | 6–3, 6–1 |
| Перемога  | 2.   | 7 серпня 1989  | Ериче, Італія         | Ґрунт    | Розальба Капорушо | 6–3, 7–5 |
| Перемога  | 3.   | 14 серпня 1989 | Ганджі, Італія        | Тверде   | Неус Авіла        | 6–2, 6–1 |
| Поразка   | 1.   | 25 червня 1990 | Кальтаджіроне, Італія | Ґрунт    | Сандрін Тестю     | 6–7, 5–7 |

### Парний розряд: 1 (1–0)
| Результат | Ранг | Дата           | Турнір                       | Покриття | Партнерка      | Суперниці                      | Рахунок       |
| --------- | ---- | -------------- | ---------------------------- | -------- | -------------- | ------------------------------ | ------------- |
| Перемога  | 1.   | 28 травня 1990 | Франкавілла-аль-Маре, Італія | Ґрунт    | Зузана Вітзова | Іраваті Іскандар Танті Трайоно | 6–3, 3–6, 7–5 |